# Градско Балдовци
Градско Балдовци или Балдевци (на македонска литературна норма: Градско Балдовци) е село в община Струмица на Северна Македония.

## География
Селото е разположено на 1 km югоизточно от Струмица и на практика е махала на града.

## История
През XIX век селото е със смесено население. В „Етнография на вилаетите Адрианопол, Монастир и Салоника“, издадена в Константинопол в 1878 година и отразяваща статистиката на населението от 1873 година, Балдавци (Baldavtzi) е посочено като село с 35 домакинства, като жителите му са 90 българи и 10 цигани. Според статистиката на Васил Кънчов („Македония. Етнография и статистика“) от 1900 година Балдевци е населявано от 265 жители, от които 240 българи християни и 25 турци.
В началото на XX век цялото село е под върховенството на Българската екзархия. По данни на секретаря на екзархията Димитър Мишев през 1905 година в селото има 216 българи екзархисти и 18 цигани.
При избухването на Балканската война в 1912 година един човек от Балдовци е доброволец в Македоно-одринското опълчение.
Според Димитър Гаджанов в 1916 година в Градско Балдевци живеят 23 турци, а останалите жители на селото са българи.
В 1936 година в селото е построена църквата „Свети Илия“.
Според преброяването от 2002 година Градско Балдовци има 755 жители – всичките северномакедонци. В селото има основно училище „Никола Вапцаров“, църква „Свети Илия“ и футболен клуб „Търкайна“.
Според данните от преброяването през 2021 година Градско Балдовци има 626 жители.

## Личности
Родени в Балдовци
- Трайко Николов, български революционер, деец на ВМРО[10]
- Траян Цветков (о. 1890 – неизв.), македоно-одрински опълченец, 3-та рота на Кюстендилската дружина[11]